# Обективистки периодични издания
Обективистките периодични издания са съвкупност от вестници, списания и ежеседмични бюлетини, ориентирани главно върху философията на Айн Ранд, наречена обективизъм.
Някои от ранните издания са под нейната лична редакция. По-късно тя оказва подкрепа на други 2 издания под редакцията на нейни съмишленици, а много други биват основани след смъртта ѝ.

## Издания под редакцията на Айн Ранд
От 1961 до 1976 Ранд е издател и редактор (понякога съредактор) на три различни издания: The Objectivist Newsletter, The Objectivist и The Ayn Rand Letter. В допълнение към работата си на редактор Ранд пише за тези публикации и множество статии.

### The Ayn Rand Letter
|  | Тази страница частично или изцяло представлява превод на страницата Objectivist periodicals в Уикипедия на английски. Оригиналният текст, както и този превод, са защитени от Лиценза „Криейтив Комънс – Признание – Споделяне на споделеното“, а за съдържание, създадено преди юни 2009 година – от Лиценза за свободна документация на ГНУ. Прегледайте историята на редакциите на оригиналната страница, както и на преводната страница, за да видите списъка на съавторите. ВАЖНО: Този шаблон се отнася единствено до авторските права върху съдържанието на статията. Добавянето му не отменя изискването да се посочват конкретни източници на твърденията, които да бъдат благонадеждни. |